# マタモロス
マタモロス (Matamoros、正式名称：Heroica Matamoros) は、メキシコのタマウリパス州北東にある自治体。

## 概要
マタモロスはアメリカ＝メキシコ国境の町として機能している。リオグランデ川対岸のテキサス州ブラウンズヴィルと文化的、経済的繋がりが強く、一つの都市圏を形成している。リオグランデ川を渡ってアメリカ合衆国に入るいくつかの国際的な橋があるが、それぞれの橋にはおよそ 2 USドルか 20 MXN の料金がかかる。
マタモロスはメキシコシティから1,000km、テキサス州ヒューストンからは571kmに位置する。市街地は19世紀のメキシコ独立戦争の英雄のマリアーノ・マタモロスから名付けられた。

### 人口
マタモロスの人口は52万367人（2016年）である。アメリカ側を含めた都市圏人口は約138万人である。

### 面積
自治体全体の面積は4,045.62 平方キロメートル (1,562.02 平方マイル) で、これはラミレス、エル・コントロル、ラス・イグエリリャスなどの多数の小さく辺鄙な町村部を含む。市部および自治体全体（ムニシピオ）の両方とも、州内ではレイノサに次いで第2の都市に位置している。

### 気候
マタモロスは2004年12月、都市は1895年以来初めて降雪を観測し、初めてのホワイトクリスマスを迎えた。

## マタモーロスを主題にした音楽
- マタモロス生まれの歌手のリゴ・トバールによる大ヒット曲、「ミ・マタモーロス・ケリード」（Mi Matamoros querido: 私の愛しきマタモーロス）
- ブルース・スプリングスティーンの曲「マタモロス・バンクス」

## 犯罪
メキシコ国内に広がる麻薬がらみの犯罪とは無縁ではなく、ガルフ・カルテルと呼ばれる組織犯罪の強力なボスがいる本部がある。2010年4月にはマタモロスの刑務所から40人の囚人が脱獄する事件も発生した。
州内を通過する高速道路101号線では、走行中の車両を停車させるギャングが横行し、殺人事件や誘拐事件が後を絶たないため、車列の前後にパトカーがついて護衛する光景が見られている。